# 과학적 제어

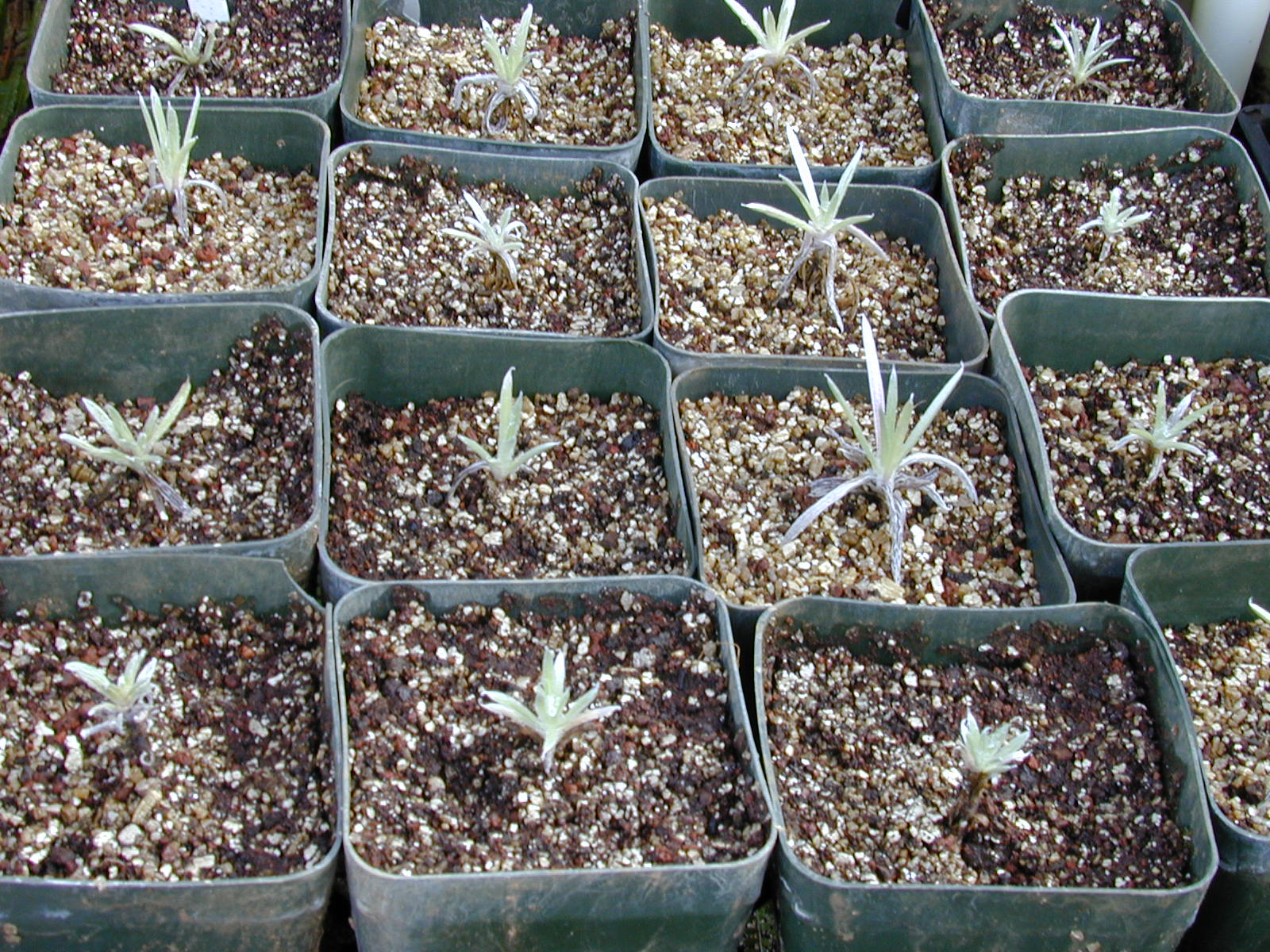
동일한 성장 식물을 가져다가 그중 절반에 비료를 준다. 비료를 준 것과 비료를 주지 않은 것 사이에 차이가 있다면, 결과에 혼동을 주는 다른 요인이 없는 한 이러한 차이는 비료로 인한 것일 수 있다. 예를 들어, 비료를 주는 경우 트랙터로 비료를 뿌리고, 비료를 주지 않는 경우에 트랙터를 사용하지 않았다면, 트랙터로 인한 효과는 통제되어야 한다.

과학적 제어는 독립 변수가 아닌 변수의 영향을 최소화하도록 설계된 실험 혹은 관찰이다. 이는 종종 통제 측정과 다른 측정 간의 비교를 통해 결과의 신뢰성을 높인다. 과학적 제어는 과학적 방법의 일부다.

## 통제된 실험
통제는 실험 결과의 상호 원인, 특히 실험적 오류 및 실험자의 편향을 제거한다. 많은 컨트롤이 SDS-PAGE 실험에서 사용되는 분자 마커에서처럼, 수행되는 실험 유형에 따라 다르며, 장비가 제대로 작동하는지 확인하기 위한 용도로 사용된다. 실험 결과가 유효함(혼동 변수가 없음)을 보장하기 위한 적절한 통제의 선택과 사용은 매우 어려워질 수 있다. 통제 측정은 다른 목적을 위해서도 사용될 수 있다. 예를 들어, 신호가 없을 때 마이크의 배경 잡음을 측정하면 이후에 신호 측정에서 잡음을 뺄 수 있으므로 고품질의 처리 신호가 만들어진다.
예를 들어, 한 연구자가 60마리의 연구실 쥐에게 실험적인 인공 감미료를 먹이로 주고 그 이후에 그들 중 열마리가 아픈 것을 관찰하게 됐다면, 내재된 원인은 감미료 그 자체일수도 있고 다른 관련없는 무언가가 될 수 있다. 쉽게 드러나지 않을 수도 있는 다른 변수들은 실험 설계를 방해한다. 예를 들어, 인공 감미료가 희석제와 함께 혼합될 수도 있으며 그것이 효과를 일으키는 희석제가 될 수도 있다. 희석제 효과를 통제하기 위해, 희석제만 들어간 또 다른 처리가 추가된다. 이제 해당 실험은 희석제에 대해 통제되며 실험자는 감미료, 희석제 그리고 비처리를 구별할 수 있다. 혼동 요인을 주요 처리와 쉽사리 분리할 수 없는 경우에 대부분 통제를 필요로 한다. 예를 들어, 비료를 뿌리기 위한 다른 현실적인 방법이 없는 경우 비료를 뿌리기 위한 트랙터를 사용해야 할 수도 있다. 가장 간단한 해결책은 비료를 흩뿌리지 않고 구획된 토지 위로 트랙터를 운행하도록 하는 방법으로 트랙터 트래픽의 영향을 통제하는 것이다.

## 통제 유형
통제의 가장 간단한 유형은 음성 통제와 양성 통제로, 둘 다 여러 유형의 실험에서 볼 수 있다. 둘 다 성공적인 경우, 이 두 가지 통제는 일반적으로 잠재적인 혼동 변수를 제거하기에 충분하다. 즉, 실험은 부정적인 결과가 예상되는 경우 부정적인 결과를 낳고, 긍정적인 결과가 예상되는 긍정적인 결과를 낳는다.

### 음성 통제
음성 대조군은 예상되는 현상이 없는 그룹이다. 효과가 없어야 하는 경우 효과가 없다는 것을 보장한다. 약물 검사를 예로 들자면, 음성 대조군은 관심 약물을 투여하지 않은 그룹이다. 이 그룹은 어떠한 조합도 받지 못하거나 가짜(위장) 약을 받거나, 부형제 전용(또는 차량 전용) 조합 또는 유명한 "설탕 약"을 받게 된다. 해당 통제 그룹은 음성적인 효과 또는 null 효과를 나타내야 한다.
두 가지 가능한 결과(예: 긍정적인 혹은 부정적인)만 존재하는 경우, 조치를 받은 그룹과 음성 대조군 모두 부정적인 결과를 낳는다면, 해당 처리가 아무런 효과를 나타내지 못한다는 것으로 추론 가능하다. 조치를 받은 그룹과 음성 대조군 모두 긍정적인 결과를 낳는다면, 연구 내 현상 내에 혼동 변수가 개입되었으며, 긍정적인 결과가 단독으로 해당 처리로부터 기인하지 않았다고 추론 가능하다.
다른 예제에서, 결과는 길이, 곱, 퍼센트 등이 될 수 있다. 약물 테스트 예제에서, 치료된 환자의 비율을 측정할 수 있다. 이 경우, 조치 그룹과 음성 대조군가 동일한 결과를 낳는다면 해당 치료는 효과가 없는 것으로 추정된다. 플라시보 효과로 인해 플라시보 그룹에 약간의 개선이 예상되며, 이 결과는 치료가 개선되어야 하는 기준선을 설정한다. 조치 그룹이 개선을 보이는 경우 조차도, 플라시보 그룹과의 비교는 필요하다. 해당 그룹이 동일한 효과를 보인다면, 치료는 개선의 원인이 되지 못했다(동일한 수의 환자가 치료 없이 치료되었기 때문에). 치료는 치료 그룹이 플라시보 그룹 보다 좀 더 개선된 경우에만 효과가 있다.

### 양성 통제
양성 대조군이란 하나의 현상이 예상되는 그룹들을 말한다. 즉, 이미 어떤 효과가 있다고 알려진 실험적인 조치를 사용해(그리고 그런 뒤 실험 내에서 조사 중인 조치와 이를 비교하여) 효과가 있어야 하는 경우 효과가 있다는 것을 보장한다.
양성 통제는 테스트 유효성을 판단하는데 자주 사용된다. 예를 들어, 어떤 질병을 감지하기 위한 새로운 테스트의 적합도(감도)를 판단하려면, 이 활용되고 있는 것을 알려져 있는 다른 테스트와 비교해볼 수 있다. 잘 정립된 테스트는 질문에 대한 답(테스트가 동작하는지 여부)이 긍정적이라는 것을 이미 알고 있기 때문에 양성 통제다.
유사하게, 한 세트의 추출물에서 효소의 양을 측정하기 위한 효소 분석에서, 양성 통제는 정제된 효소의 알려진 양을 포함하는 분석이 될 것이다(반면 음성 통제는 효소를 포함하지 않는다). 양성 대조군에는 많은 양의 효소 활성화를 가하는 반면 음성 대조군에는 아주 낮은 활성도를 부여해야 할 것이다.
양성 대조군이 예상되는 결과를 내지 못한다면, 실험 절차 상 무언가가 잘못되었을 수도 있으며, 실험은 반복된다. 어렵거나 복잡한 실험의 경우, 양성 대조군의 결과를 이전의 실험 결과와 비교하여 도움이 될 수 있다. 예를 들어, 잘 정립된 질병 테스트가 이전 실험자에 의해 발견된 것과 동일한 효과를 갖는다고 결론지어졌다면, 이는 해당 실험이 이전 실험자와 동일한 방식으로 수행되고 있음을 나타낸다.
가능한 경우, 여러 양성 대조군이 될 수도 있다. 효과가 있다고 알려진 한 개 이상의 질병 테스트가 존재할 경우, 한 개 이상이 테스트될 수도 있다. 또한 여러 양성 대조군은 양성 대조군으로부터 예상되는 결과가 다른 크기를 갖는 경우 결과의 양질의 비교(측정 혹은 표준화)를 가능하게 한다. 예를 들어, 위에서 설명한 효소 분석에서, 상이한 양의 효소를 가지고 다른 많은 샘플들을 만들어 냄으로써 표준 곡선을 만들어 낼 수도 있다.

### 무작위 대조군
무작위 대조군의 경우, 상이한 실험 조치를 받은 그룹들을 무작위로 결정한다.에서 무작위 그룹을 받는 다른 실험적인 치료를 무작위로 결정된다. 이들은 그룹 간에 차이가 없다는 것을 보장하지는 못하지만, 차이점이 균등하게 분배되도록 하여 시스템적인 오류를 바로 잡는다.
예를 들어, 작물 수확량에 영향을 받는 (예를 들어, 토양의 생산량에 대한) 실험에서, 해당 실험은 무작위로 선택된 실험을 제어할 수 있습을 할당하여 치료를 무작위로 선택된 땅에 조치를 가해 실험을 제어할 수 있다. 이는 토양 조성의 변화가 수확량에 미치는 영향을 완화한다.

### 블라인드 실험
블라인드 실험에서, 실험 참가자들에게 최소한 일부 정보가 제한된다. 예를 들어, 의료적인 조치의 성공 여부를 평가하기 위해, 어떤 환자가 조치를 받았는지 그리고 그렇지 못했는지를 알지 못하는 외부 전문가에게 각 환자의 혈액 샘플을 검사하도록 요청할 수 있다. 어떤 샘플이 가장 좋은 결과를 나타내는지에 대한 전문가의 결론이 조치를 받은 환자와 상관 관계가 있는 경우, 이는 실험자로 하여금 실험이 효과적이라는 자신감을 가질 수 있게 해준다.
블라인드는 샘플이 어떤 그룹의 것인지를 알고 있는 누군가에 의해 평가되는 경우에 일어날 수도 있는 확증 편향과 희망찬 생각과 같은 영향을 제거한다.

### 이중 블라인드 실험
이중 블라인드 실험에서, 실험이 진행되는 동안, 최소한 일부 환자와 일부 실험자는 완전한 정보를 받지 못한다. 이중 블라인드 실험은 의료적 조치의 임상 시험에서 해당 조치의 가정된 효과가 조치 자체에 의해서만 생성된다는 것을 입증하기 위해 자주 사용된다. 임상 시험은 일반적으로 비교될 (통계적으로) 동일한 두 환자 그룹에게 무작위로 배정되고 이중 블라인드된다. 조치군은 조치를 받으며, 대조군은 위플라시보(가짜약)을 받게 된다. 플라시보가 "첫번째" 블라인드이며 환자에 대한 결과에 영향을 줄 수 있는 약을 복용하게 되는 환자의 기대치를 제어한다. 실험자의 "두번째" 블라인드는 의도되지 않은 실험자의 행동 차이로 인한 환자의 기대치에 대한 영향을 제어한다. 실험자는 어떤 환자가 어떤 그룹에 속해 있는지 알지 못하므로, 무의식적으로 환자에게 영향을 줄 수 없다. 실험이 끝나면, 그들은 그들 자신을 "언블라인드(unblind)하며 결과를 분석한다.
수술 절차가 개입된 임상 시험에서, 가짜 수술 그룹은 데이터가 실험 자체의 효과를 반영하고 수술의 결과가 아님을 확인하는데 사용된다. 이 경우, 이중 블라인드는 환자가 그들의 수술이 실제이거나 거짓인지 알 수 없으며, 환자 결과를 평가하는 실험자가 외과 의사와 다르며 어떤 환자가 어떤 그룹에 속하는지 모르기 때문에 이중 블라인드된다.

## 같이 보기
- 거짓 양성과 거짓 음성
- 변인통제
- 제임스 린드
- 설계된 실험
- 실험
- 변수 제어
- James Lind는 첫 번째 임상시험으로 설명된 통제된 실험을 통해 괴혈병을 치료했다.[3][4]
- 대기 목록 대조군